# 北明程路站
北明程路站是浙江省宁波市建设中的一座地下城市轨道交通车站，属于宁波轨道交通7号线。车站计划于2026年底启用。

## 车站形制
北明程路站位于鄞州区福明街道民安东路、北明程路口东侧，沿民安东路东西向布置。车站为地下二层岛式车站，长268.3米，宽18.3米，总建筑面积为13067平方米。

## 出口
北明程路站规划设置2个出口。